# Pauluskirche (Hannover)

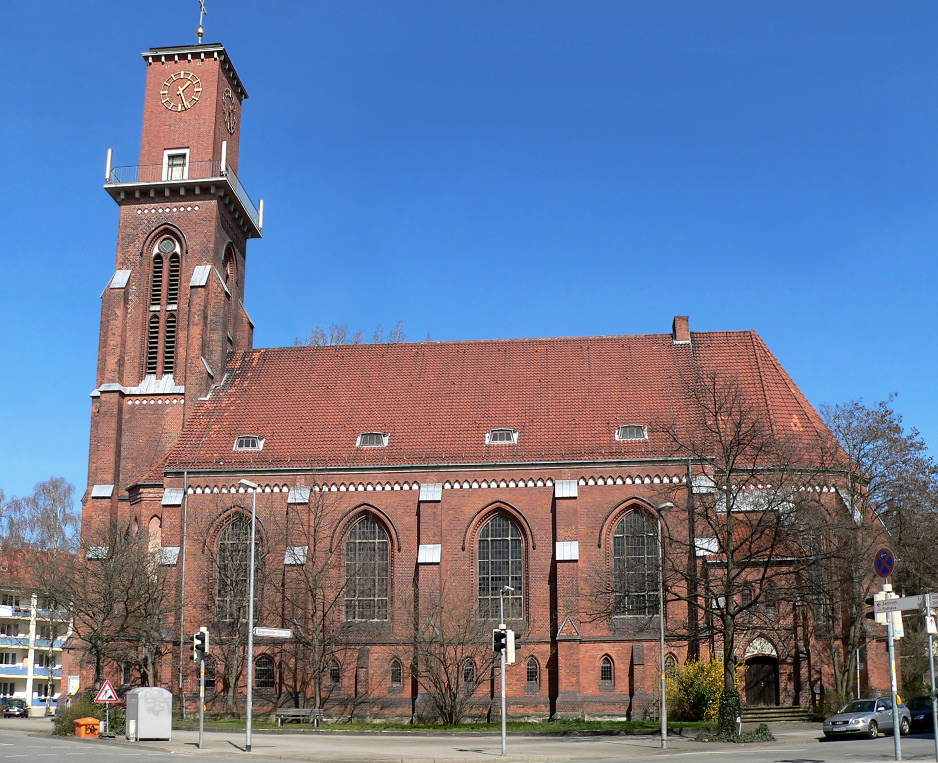
Pauluskirche

Die evangelisch-lutherische Pauluskirche in Hannover ist ein denkmalgeschütztes Kirchengebäude im Stadtteil Südstadt. Sie steht an der Kreuzung Meterstraße / Bürgermeister-Fink-Straße.

## Geschichte und Architektur
Nach Beratungen des Kirchenvorstandes 1882 mit dem Vertreter des Königlichen Landesconsistoriums, Abt Gerhard Uhlhorn, wurde am 10. November 1883 der Grundstein für den Kirchenneubau nach Plänen des hannoverschen Architekten Rudolph Eberhard Hillebrand gelegt. Drei Jahre später wurde die Kirche fertiggestellt. Die Farbverglasungen der drei Chorfenster gestaltete Alexander Linnemann (Frankfurt am Main), der auch die Ausmalungen der Kirche schuf.
Am 9. Oktober 1943 wurde die Kirche bei einem Luftangriff auf Hannover weitgehend zerstört. In den Jahren 1957 und 1958 wurde die Kirche wiederaufgebaut, dabei blieben die Grundstruktur von Pfeilern und Wänden und der neugotische Stil erhalten. Der Turm bekam statt der ehemals hohen, schlanken Haube einen eher wuchtigen Aufsatz.
Neben der Nazarethkirche ist sie eine der beiden Kirchen der evangelisch-lutherischen Südstadt-Gemeinde in Hannover, der mit 10.000 Gemeindegliedern größten Gemeinde im Stadtkirchenverband Hannover.

## Orgeln
1886 wurde die erste zweimanualige Orgel aus der Werkstatt Becker in Hannover aufgestellt. Sie wurde 1926 nach den Vorgaben der Orgelbewegung durch die Werkstatt Furtwängler & Hammer um ein Manual, 13 Register und 3 Transmissionen im Pedal erweitert. Diese Orgel wurde 1943 vollständig zerstört. Nach der Wiederherstellung der Kirche 1958 wurde zunächst das kleine Orgelpositiv aus dem Gemeindesaal in die Kirche gestellt.
Die dänische Orgelbauwerkstatt Marcussen & Søn stellte 1965 die neue Orgel fertig. Hauptwerk, Rückpositiv, Brustwerk und Pedal sowie die Disposition greifen auf barocke Vorbilder zurück. Sämtliche Pfeifen sind aus Metall gefertigt. Das Instrument hat 37 Register auf drei Manualen und Pedal.
| I Rückpositiv C–g3 |       |
| Gedackt            | 8′    |
| Quintadena         | 8′    |
| Prinzipal          | 4′    |
| Rohrflöte          | 4′    |
| Gemshorn           | 2′    |
| Quinte             | 1 ⁄3′ |
| Sesquialtera II    |       |
| Scharff IV-V       |       |
| Dulzian            | 16′   |
| Krummhorn          | 8′    |
| Tremulant          |       |

| II Hauptwerk C–g3 |                 |
| Quintade          | 16′             |
| Prinzipal         | 8′              |
| Rohrflöte         | 8′              |
| Oktave            | 4′              |
| Spitzflöte        | 4′              |
| Quinte            | 2 ⁄3′           |
| Oktave            | 2′              |
| Mixtur V-VII      |                 |
| Zimbel II         |                 |
| Trompete          | 16′             |
| Trompete          | 8′ (horizontal) |

| III Brustwerk C–g3 |    |
| Gedackt            | 8′ |
| Gedacktflöte       | 4′ |
| Prinzipal          | 2′ |
| Waldflöte          | 2′ |
| Oktave             | 1′ |
| Zimbel II          |    |
| Regal              | 8′ |
| Tremulant          |    |

| Pedalwerk C–f1 |     |
| Prinzipal      | 16′ |
| Oktave         | 8′  |
| Gedacktpommer  | 8′  |
| Oktave         | 4′  |
| Nachthorn      | 2′  |
| Mixtur VII     |     |
| Posaune        | 16′ |
| Trompete       | 8′  |
| Schalmei       | 4′  |

- Koppeln: I/II, III/II, I/P, II/P, III/P